# Giedi Prime
Giedi Prime is de naam van een fictieve planeet uit het Duin-universum van Frank Herbert. De naam is afgeleid van Prima Giedi, een ster in het sterrenbeeld Steenbok.
Giedi Prime is een redelijk bewoonbare planeet, met een laag niveau van fotosynthetische activiteit. Op de planeet wonen baron Vladimir Harkonnen en zijn erfgenamen. Vanwege haar verwoeste ecologie moet de planeet bijna al haar organische behoeften importeren. Deze zwakte wordt echter gecompenseerd door de grote militaire macht van de Harkonnen.
De samenleving van Giedi Prime is feitelijk gebaseerd op geweld en zowel slavernij als gladiatorenspelen zijn aanwezig. Zelfs kinderen worden vanaf jonge leeftijd getraind in gevechten. Deze kenmerken bevorderen een op angst gebaseerd militair-industrieel systeem, waardoor Huis Harkonnen op unieke wijze, samen met Huis Atreides, qua kracht bijna op één lijn ligt met Huis Corrino.
Giedi Prime was niet altijd een industriële hel. Vóór de Butleriaanse Jihad kende het land een veel aangenamer klimaat en milieu. Als gevolg van oorlog en vele generaties Harkonnen-heerschappij ging de ecologie van de planeet snel achteruit.